# ХК НС Старс
Хокејашки клуб НС Старс (Новосадске звезде) је српски хокејашки клуб из Новог Сада. Утакмице као домаћин игра у дворани СПЕНС. Боја клуба је плава и бела.

## Историја
НС Старс је основан 2002. године и углавном је био посвећен раду са млађим категоријама. Од сезоне 2012/13. се такмичи у сениоркој конкуренцији првенства Србије. У дебитантској сезони освојили су четврто место од шест екипа. Наредне сезоне клуб је подбацио завршивши сезону на последњем месту без освојеног бода. Нису се такмичили у сезони 2014/15, али су се већ следеће вратили такмичењу.

## Наступи у хокејашкој лиги Србије
| Сезона   | УТ | Поб | ППр. | ППе. | ИПе. | ИПр. | Изг | ГД | ГП | ГР  | Бод | Плас. | Плеј-оф            |
| -------- | -- | --- | ---- | ---- | ---- | ---- | --- | -- | -- | --- | --- | ----- | ------------------ |
| 2012/13. | 10 | 3   | 0    | 0    | 0    | 1    | 6   | 34 | 51 | –17 | 9   | 4     | Није игран плеј-оф |
| 2013/14. | 6  | 0   | 0    | 0    | 0    | 0    | 6   | 12 | 53 | –41 | 0   | 7     | Није игран плеј-оф |